# Barrage de Hòa Bình
Le barrage de Hòa Bình est situé sur la Rivière Noire (vietnamien : Sông Đà) au Vietnam. Il était le plus grand barrage hydroélectrique du Vietnam de 1994 à 2012, record ensuite battu par le  barrage de Sơn La. Avec une capacité de production de 1,920 MW, ce barrage est l'un des plus grands d'Asie du Sud-Est,. À la suite de sa construction, le réservoir de Sông Đà, d'une capacité de 9 milliards de m³, s'est formé.
Le barrage est situé dans la ville de Hòa Bình, dans la province de Hòa Bình, au nord du Vietnam. Il mesure 128 m (420 pi) de hauteur et 970 m (3 182 pi) de longueur. Il appartient à l'entreprise publique Électricité du Vietnam et est exploité par la Hoa Binh Hydro Power Company.

## Construction
En 1961, le gouvernement du Nord-Vietnam a créé un comité sur l'exploration des sites hydroélectriques. La création de ce barrage a été suivi par la construction du barrage de Thác Bà débuté en 1963. Après la réunification vietnamienne dans les années 70, la perspective de construire un barrage sur la Rivière Noire a été envisagé et a débouché sur la construction du barrage de Hòa Bình.
Financée et construite avec de l'argent et des experts de l'Union soviétique et de la Russie, la construction de ce barrage en remblai a commencé le 6 novembre 1979 et s'est achevée en décembre 1994,. L'ingénieur responsable du projet était un russe nommé Pavel Bagachenko. En 1986, la rivière a été entièrement endiguée. Le premier groupe électrogène est devenu opérationnel en 1988, le dernier étant mis en marche en 1994.
Les ingénieurs russes ont mis à profit l'expérience acquise lors la construction du barrage d'Assouan pour la construction. La structure du barrage de Hòa Bình s'enfonce jusqu'à 280 m de profondeur dans la roche. 30 000 ouvriers, 5 000 soldats et 750 ingénieurs russes et 1 000 chefs de chantier vietnamiens ont participé à sa construction,, aidés de nombreux Vietnamiens se portant volontaires pour aider à la construction du barrage,. Pendant toute la durée de sa construction, 168 personnes sont mortes, comprenant 11 experts russes et 157 vietnamiens.
En raison du risque de tremblement de terre élevé dans la région  et de l'énorme impact que la rupture du barrage pourrait causer, le barrage a été construit selon des normes de sécurité élevées. Si le barrage venait à céder, 12 millions de personnes perdraient leurs habitations et certaines parties de Hanoï, située en aval, pourraient se trouver sous 30 mètres d'eau.
Une lettre écrite par les ingénieurs russes déstinée à la future génération de Vietnamiens a été scellée à l'intérieur d'un monument en béton, qui sera ouvert le 1er janvier 2100.

## La production d'énergie
L'électricité est générée à l'aide de huit turbines d'une capacité de 240 MW, totalisant une capacité installée de 1,920 MW .
Lorsque le barrage a été achevé, il représentait alors entre 30% et 50% de la production d'électricité du Vietnam. La demande d'électricté du nord du Vietnam étant insuffisante par rapport à la capacité de production du barrage, une ligne à haute tension nord-sud longue de 1 487 km  a dû être construite. En 2016, le barrage représentait 6% de la production totale d'électricité du Vietnam. Environ 10 milliards de kWh d'électricité sont générés annuellement par le barrage, contribuant pour moitié des recettes publiques de la province de Hòa Bình. Depuis que le barrage est devenu opérationnel jusqu'à 2021, il a produit un total cumulé de 230 milliards de kWh d'électricité. 800 ouvriers y travaillent.
En janvier 2021, un projet d'expansion  du barrage a débuté, ajoutant 480 MW supplémentaires à la capacité de production. Lorsqu'il sera achevé en 2024, la production maximale d'électricité du barrage sera de 2400 MW.

## Impact

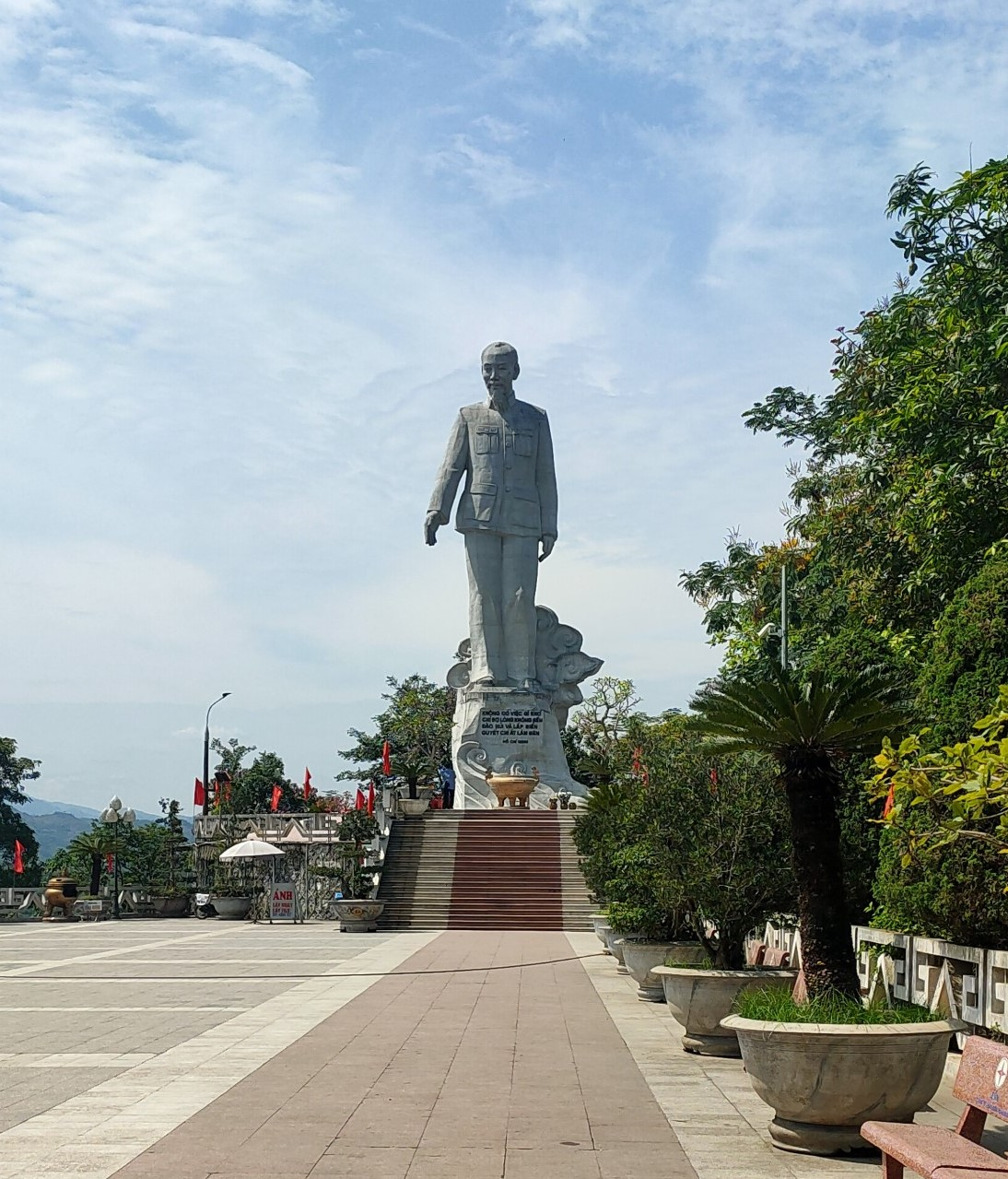
Statue de Ho Chi Minh surplombant le barrage.

En plus de la production d'électricité, le barrage contribue à assurer la stabilité du réseau électrique vietnamien, protège la ville d'Hanoï et le delta du fleuve Rouge contre les inondations et contribue à la navigabilité du fleuve en aval. Depuis son achèvement, le barrage a permis d'empêcher des dizaines d'inondations importantes.
Du fait de sa construction, 13 000 hectares de terres ont été submergées, forçant le déplacement de 11 141 ménages, soit environ 89 720 personnes.
Sur la colline voisine, une statue de Ho Chi Minh de 18 m de haut et pesant 400 tonnes surplombe le barrage. L'histoire raconte que lorsque Ho Chi Minh a traversé le fleuve Rouge pendant la guerre du Vietnam  contre les États-Unis, il a été tellement frustré par la difficulté de la traversée qu'il a proclamé que lorsque le Nord et le Sud seront réunifiés, un barrage sera construit pour calmer ce fleuve impétueux.

## Galerie

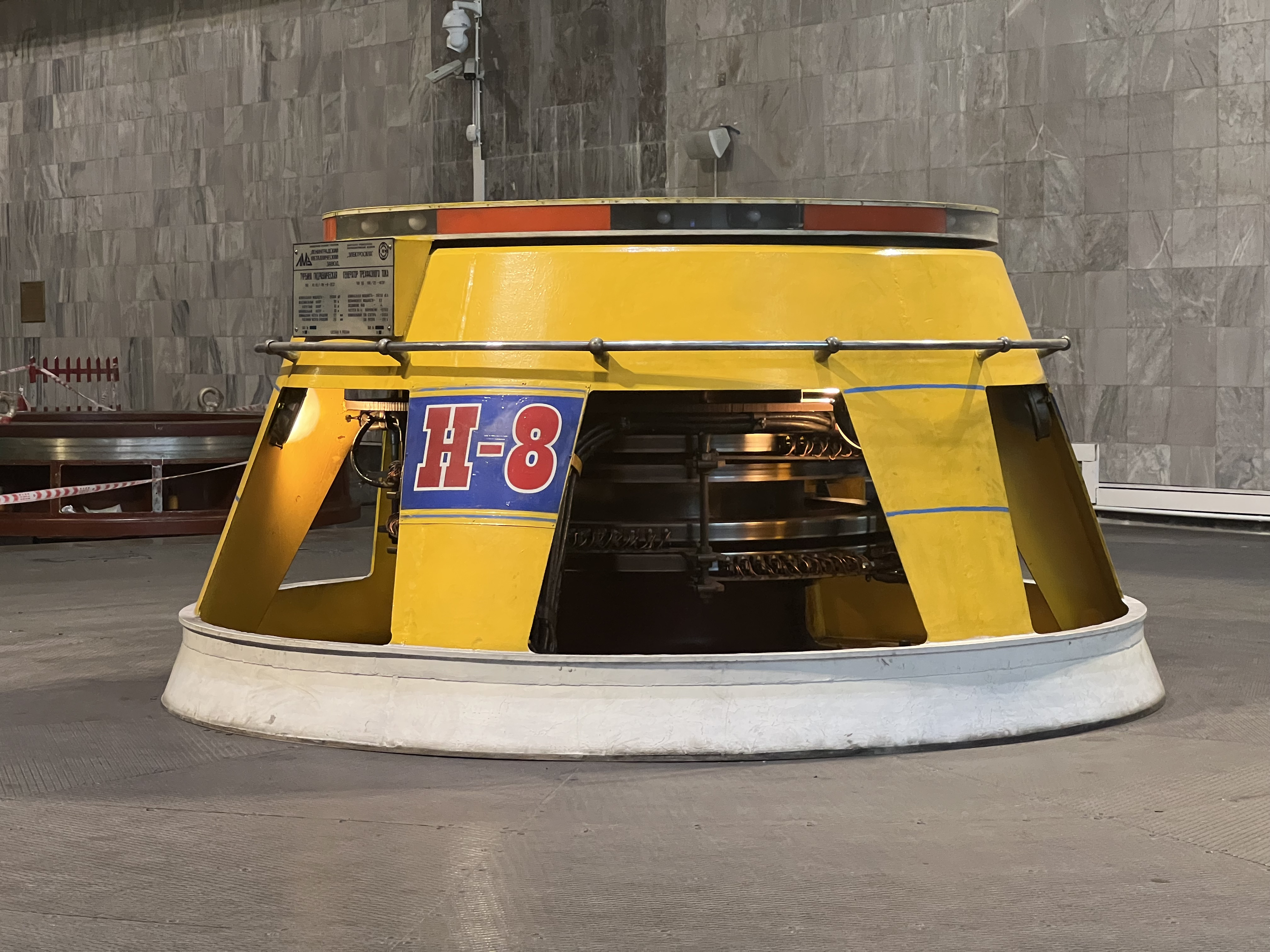
Une des turbines du barrage de Hòa Bình.
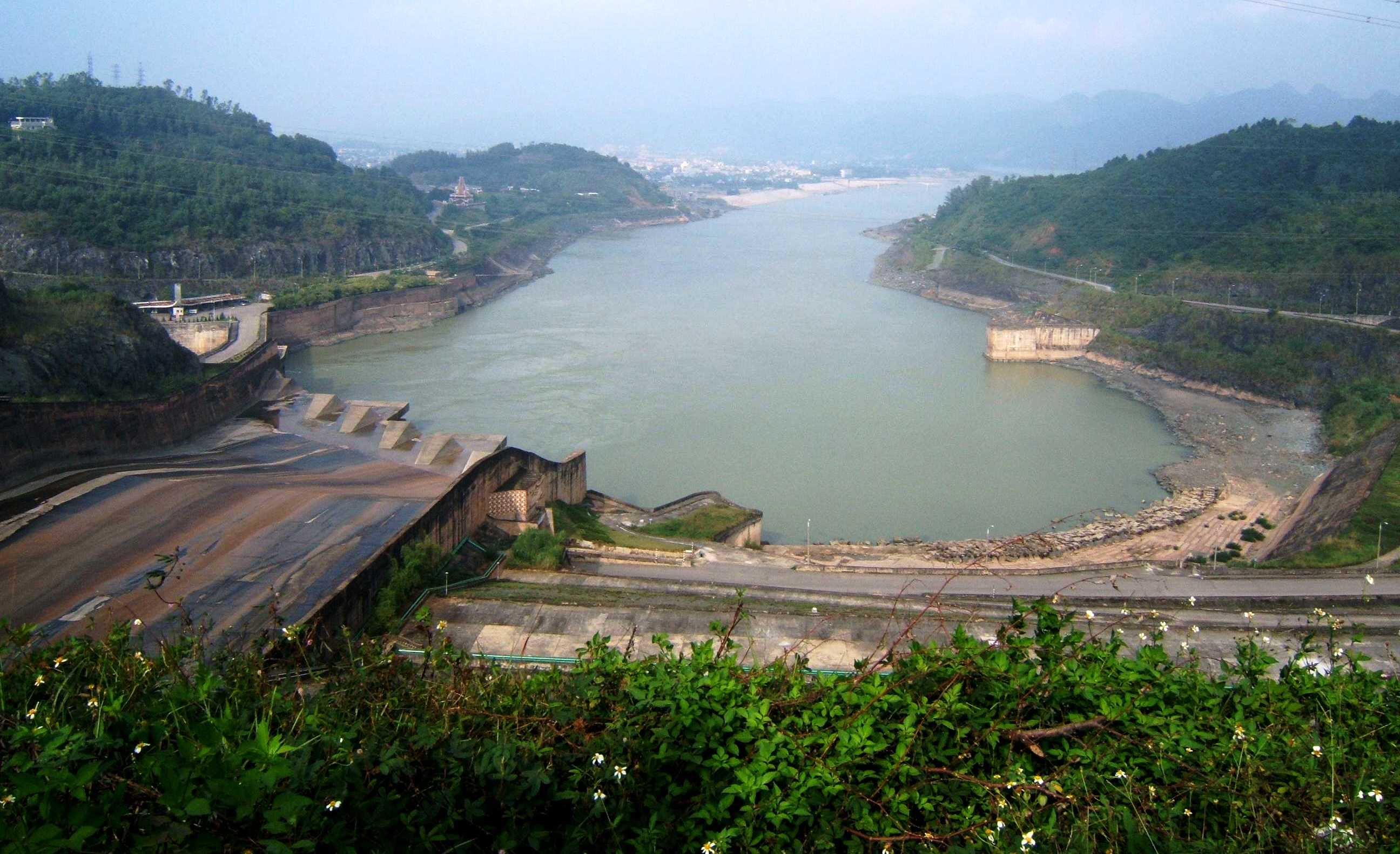
Vue vers l'aval à partir du sommet du barrage.
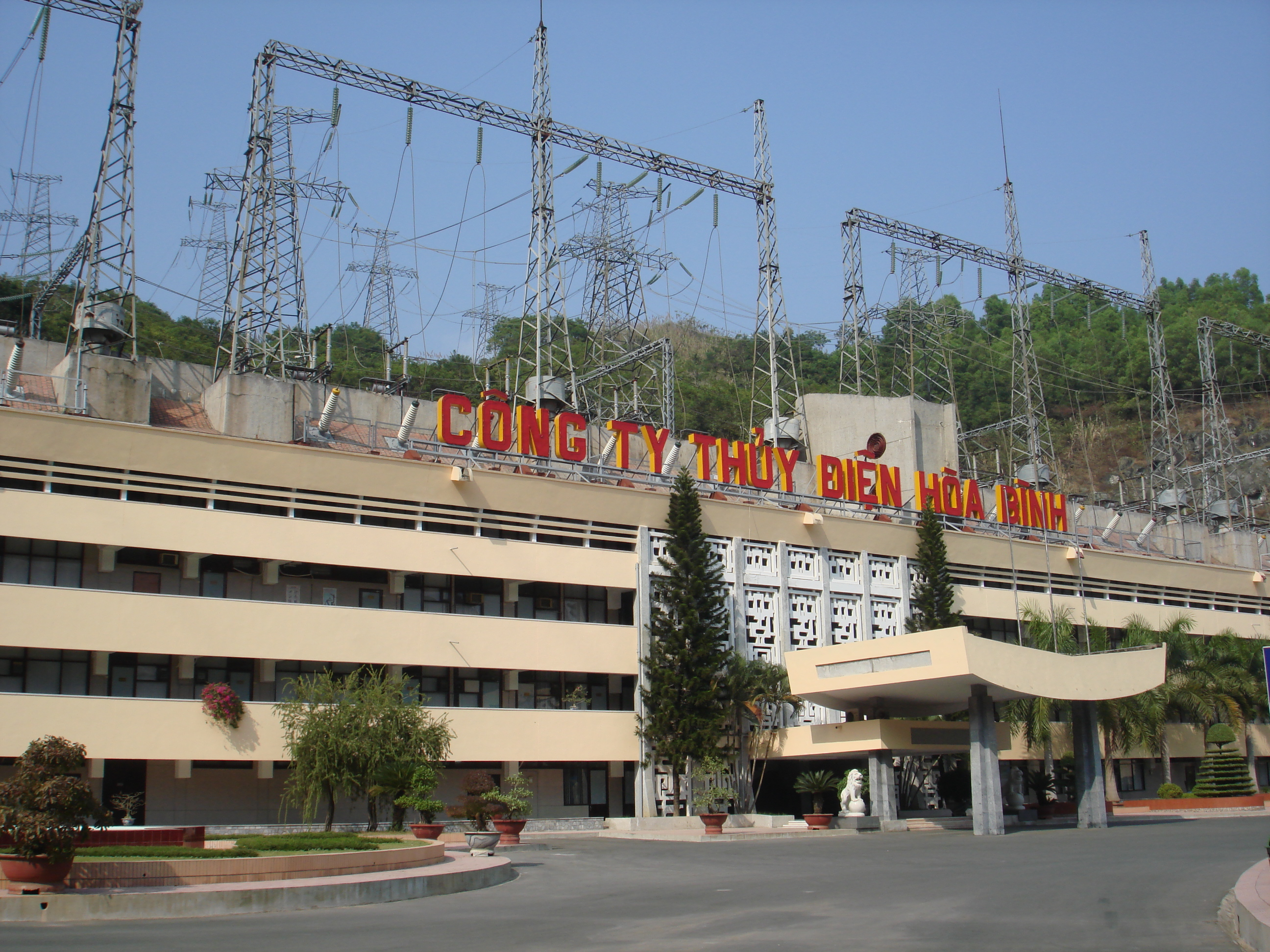
Centrale électrique du barrage.